# Slottet Himara

Slottet Himara är ett slott i Vlora, som byggdes av den  illyriska stammen Kaoni. Slottet omnämns i bysantinska dokument. Slottet renoverades av Justinianus I på 500-talet för att skydda mot attacker från folkvandringstidens stammar.